# Gregor III. Pahlawuni
Gregor III. Pahlawuni  war von 1113 bis 1166 Katholikos der Armenischen Apostolischen Kirche. Er war der Sohn von Prinz Abirad Pahlawuni und Neffe von Barsegh Pahlawuni. Die Wahl Gregors wurde wegen seines jugendlichen Alters angefochten; in der Folge spaltete sich das Katholikat von Aghtamar (Ałt'amar) ab und wurde deshalb 1114 exkommuniziert.
Gregor wurde in Kamir Vank gewählt und geweiht. Er nahm erst Residenz in Schugur, ab 1125 auf der väterlichen Burg Tzovk, südöstlich von Harput.
1139 unternahm er eine Wallfahrt nach Jerusalem, dabei nahm er auch an einer Synode in Antiochia teil, die das Verhalten des dortigen lateinischen Patriarchen Ralf von Domfront untersuchen sollte, der schließlich abgesetzt wurde. Der päpstliche Legat, Kardinal Alberich von Ostia, stand der Synode vor. 1140 nahm Gregor an einer weiteren Synode in Jerusalem teil, die ebenfalls durch Alberich von Ostia geleitet wurde.
Nach dem Fall von Edessa 1144 schickte er einen Gesandten zu Papst Eugen III., den er in Viterbo antraf.
1147 übersiedelte Gregor nach Hromgla, auf Einladung von Beatrice, der Frau von Joscelin II. von Edessa. Er richtete diesen spätestens 1150 als Katholikatssitz ein. Nach Bar Hebräus vertrieb er 1151 den dortigen Kastellan Michael; er scheint die Festung vorher gekauft zu haben, wobei offenbar der Kastellan übergangen wurde.
1166 setzte er seinen Bruder Nerses IV. Šnorhali als Koadjutor-Katholikos ein und verstarb bald darauf.